# Sheree North
Sheree North (Los Ángeles, California, 17 de enero de 1932 - Ibidem 4 de noviembre del 2005) fue una actriz estadounidense.

## Carrera
Nació en Los Ángeles, California EUA, como Dawn Shirley Crang. Después de ser descubierta por un coreógrafo en el Club de Macayo, en Santa Mónica, del Norte fue elegida como corista en la película de 1953 Here Come the Girls protagonizada por Bob Hope. Por aquel entonces, adoptó el nombre artístico de Sheree North e hizo su debut en Broadway en el musical Hazel Flagg, un papel por el que ganó el Premio Theatre World. Años después retomaría dicho papel en la película Living It Up (1954). 
En 1954, North firmó con la 20th Century Fox. La Fox tenía planes para North como un posible reemplazo de Marilyn Monroe. Al año siguiente, ganó el papel principal en How to Be Very, Very Popular, un papel que fue rechazado inicialmente por Marilyn Monroe.
North fue presentada por la Fox como la  nueva "Marilyn Monroe". Sin embargo, el estudio de pronto perdió el interés en su promoción y centró su atención en una nueva actriz al estilo de Monroe, la actriz Jayne Mansfield. Décadas más tarde, North interpretaría a la madre de Monroe en la película para televisión Marilyn: La historia no contada (1980).
En la década de 1960, regresó a Broadway en el exitoso musical I Can Get It for You Wholesale, que contó con Elliott Gould y Barbra Streisand.
El contrato de North con Fox llegó a su fin en 1958, continuó interpretando papeles en películas y tuvo apariciones en series de televisión como Gunsmoke, El virginiano, The Big Valley, The Fugitive, Cannon, Kung Fu, The Streets of San Francisco, Ben Casey y Magnum, P.I., entre otras muchas.
En 1965 apareció como actriz invitada en la serie The Fugitive, protagonizada por David Janssen, en el papel de Marianne Adams, una enfermera retirada y casada con Josephus Adams (Arthur O'Connell), un médico naturista de un condado que atiende al fugitivo después de que éste se haya lesionado un tobillo huyendo de unos policías.
También trabajó con Burt Lancaster en Lawman (1971).

## Vida familiar
Estuvo casada en cuatro ocasiones; con Phillip Alan Norman, con el Dr. Gerhardt Sommer, con John M. Freeman y con Fred Bessire. Tuvo dos hijas en esos matrimonios: Dawn y Erica.

## Fallecimiento
Sheree North falleció el 4 de noviembre de 2005 en Los Ángeles, California, por complicaciones quirúrgicas de cáncer.

## Filmografía
| - Excuse My Dust (no acreditada, 1951) - Here Come the Girls (no acreditada, 1953) - Living It Up (1953) - How to Be Very, Very Popular (1955) - The Lieutenant Wore Skirts (1956) - The Best Things in Life Are Free (1956) - The Way to the Gold (1957) - No Down Payment (1957) - In Love and War (1958) - Mardi Gras (1958) - An Apple a Day (1965) - Destination Inner Space (1966) - Madigan (1968) - The Gypsy Moths (1969) - The Trouble with Girls (1969) | - Lawman (1971) - The Organization (1971) - Charley Varrick (1973) - The Outfit (1973) - Breakout (1975) - Survival (1976) - The Shootist (1976) - Telefon (1977) - Rabbit Test (1978) - Only Once in a Lifetime (1979) - Maniac Cop (1988) - Cold Dog Soup (1990) - Defenseless (1991) - Susan's Plan (1998) |